# Ligue 1

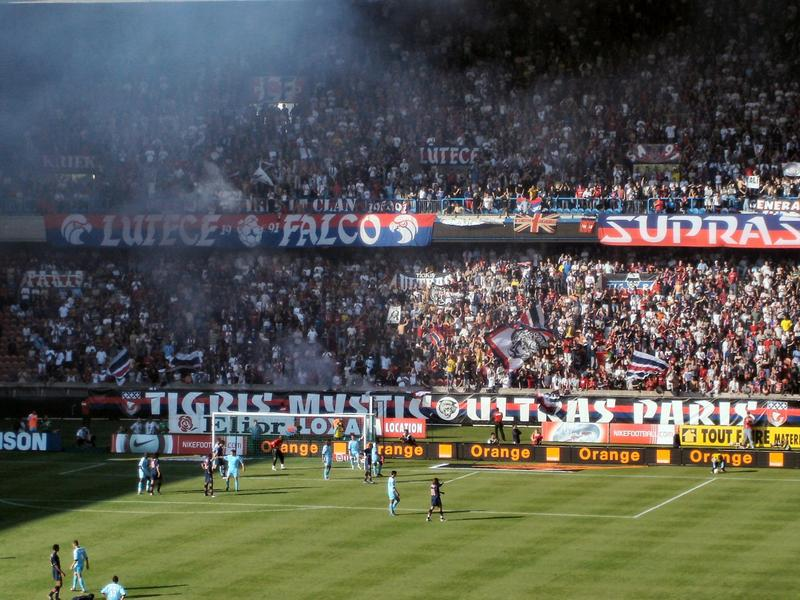
Mecz Ligue 1, pomiędzy PSG i SM Caen

Ligue 1 (od sezonu 2024/25 marketingowa nazwa: Ligue 1 McDonald’s) – najwyższa w hierarchii klasa męskich ligowych rozgrywek piłkarskich we Francji, będąca jednocześnie najwyższym szczeblem centralnym (I poziom ligowy), utworzona w 1932 r. i zarządzana przez Ligue de football professionnel (LFP), a wcześniej przez Francuski Związek Piłki Nożnej (FFF). Zmagania w jej ramach toczą się cyklicznie (co sezon) systemem kołowym „jesień-wiosna” i przeznaczone są dla 18 najlepszych drużyn klubowych (wyłącznie profesjonalnych). Jej triumfator zostaje mistrzem Francji, zaś najsłabsze zespoły relegowane są do Ligue 2 (II ligi francuskiej).
Ligue 1 jest częścią Ligue de football professionnel, obejmującej również Ligue 2. Od chwili powstania do sezonu 1971/72 nosiła ona oficjalną nazwę Division Nationale, od sezonu 1972/73 do sezonu 2001/02 – Première Division (w skrócie Division 1 lub D1), natomiast w 2002 r. zmieniono ją na Ligue 1 (w skrócie L1) i pod tą nazwą rozgrywana jest od edycji 2002/03.
Spośród wszystkich zawodników występujących w historii D1/L1 najwięcej spotkań rozegrał w niej bramkarz Mickaël Landreau (618 meczów), a najwięcej goli zdobył napastnik Delio Onnis (299 bramek). Trenerem z największą liczbą spotkań, w których poprowadził drużyny w D1/L1 jest Guy Roux (894 mecze).

## Historia

### Era przedligowa

L’hexagoal – trofeum za mistrzostwo Ligue 1.

Przez niemal 50 lat utworzenie ogólnokrajowej ligi piłkarskiej było we Francji niemożliwe z uwagi na brak zgody władz na wprowadzenie profesjonalizmu oraz mnogość organizacji, zajmujących się sprawami futbolu w tym kraju. Coś, co udało się w Wielkiej Brytanii już w 1885 r., w „kraju nad Sekwaną” stawało się przedmiotem licznych debat publicznych, lecz ostatecznie za każdym razem przeważała wyidealizowana wizja tej materii. Brak oficjalnego zawodowstwa nie dotyczył wyłącznie piłki nożnej, lecz całego francuskiego sportu. Na początku XX wieku najważniejsze jego dyscypliny, z futbolem na czele – ze względu na dochody, które już generował – zostały dotknięte tzw. „brązowym amatorstwem” (fr. L’amateurisme marron), czyli nielegalnym wynagradzaniem rzekomo amatorskich zawodników. Kolejną przeszkodą na drodze do jednej ligi, obejmującej cały kraj, była duża liczba podmiotów, odpowiadających za rozwój piłki nożnej we Francji. Na przestrzeni lat były to: USFSA, FSAF, CFI, FGSPF, FCAF i LFA. Przed „erą ligową” organizowanych było aż sześć różnych rozgrywek o piłkarskie mistrzostwo Francji, bowiem każda z tych organizacji prowadziła własne. Wszystkie one toczyły się systemem pucharowym i miały charakter amatorski, a po latach żadnych z nich nie uznano za oficjalne. Pierwsze w historii zmagania o tytuł mistrza Francji zorganizowała w 1894 r. najstarsza z francuskich federacji – USFSA. Do 1896 r. odbywały się one systemem „wiosna-jesień”, a od sezonu 1896/97 wprowadzono formułę „jesień-wiosna”. Ich ostatnią pełną edycję rozegrano w sezonie 1913/14, bowiem przeprowadzenie kolejnych uniemożliwił wybuch I wojny światowej. Po jej zakończeniu udało się zorganizować faktycznie ostatnią edycję w sezonie 1919, po czym zaprzestano rozgrywania następnych. Od tej pory (nieprzerwanie do sezonu 1931/32) najlepszą klubową drużynę kraju wyłaniano poprzez Puchar Francji, którego ranga i prestiż rosły z roku na rok.

### Początki ligi
Przełom w kwestii stworzenia rozgrywek ligowych nastąpił pod koniec lat 20. XX wieku, gdy kolejne dyskusje nad wprowadzeniem zawodowstwa we francuskim sporcie zaczęły wreszcie przynosić pierwsze efekty. Ich zwieńczeniem było wyrażenie zgody na oficjalną profesjonalizację piłki nożnej przez Krajową Radę FFF w lipcu 1930 r. stosunkiem głosów 128 „za” do 20 „przeciw”, przy 1 głosie wstrzymującym (prezesa FFF – Julesa Rimeta). Przeciwni byli wyłącznie przedstawiciele okręgowych związków z Paryża, Alzacji i Owernii. Jako datę obowiązywania nowego prawa wskazano 1 lipca 1932, więc na dostosowanie się do niego zainteresowane kluby mały aż 2 lata. Wskazano, że zawodowa liga może liczyć maksymalnie 20 klubów, które muszą spełnić jednocześnie trzy kryteria:
- prezentowanie wysokiego poziomu sportowego (piłkarskiego), popartego wynikami odnoszonymi w przeszłości,
- pełna wypłacalność, stabilna i przejrzysta sytuacja finansowa, wystarczające dochody z prowadzonej działalności,
- zatrudnianie na kontraktach co najmniej ośmiu profesjonalnych zawodników.

16 stycznia 1932 utworzono w Paryżu pierwszą w historii zawodową ligę piłkarską we Francji, nadając jej nazwę Division Nationale. Jej założycielami byli: Georges Bayrou, Emmanuel Gambardella i Gabriel Hanot. Premierową edycję przeprowadzono w sezonie 1932/33 (od samego początku rozgrywki toczono systemem „jesień-wiosna”), gdy do rywalizacji przystąpiło 20 drużyn, podzielonych na dwie 10-zespołowe grupy (inauguracyjna kolejka odbyła się 11 września 1932). Pierwszymi triumfatorami zostały: Olympique Lillois (w grupie A) oraz FC Antibes (w grupie B), zaś 14 maja 1933 na stadionie Colombes w Paryżu rozegrano finał ligi, w którym Olympique Lillois pokonało drugie w tabeli grupy B AS Cannes 4:3 (FC Antibes zostało zdyskwalifikowane przez władze ligi i niedopuszczone do udziału w finale).

## System rozgrywek
Obecny format ligi zakładający brak systemu pucharowego obowiązuje od sezonu 1932/33. Po przerwie w latach 1939–1945 spowodowanej II wojną światową, w sezonie 1945/46 wznowiono rozgrywki.
Od sezonu 2023/24 w Ligue 1 występuje 18 drużyn, a zmagania składają się z 34 kolejek prowadzonych systemem kołowym. Każda para drużyn rozgrywa ze sobą dwa mecze – jeden w roli gospodarza, drugi jako goście. Od sezonu 2002/03 do sezonu 2022/23 w lidze występowało 20 zespołów. W przeszłości liczba ta wynosiła od 14 do 18. Drużyna zwycięska za wygrany mecz otrzymuje 3 punkty (do sezonu 1993/94 – 2 punkty), 1 punkt za remis oraz 0 punktów za porażkę.
Zajęcie 1. miejsca po ostatniej kolejce oznacza zdobycie tytułu mistrza Francji, który – podobnie jak drużyna z 2. miejsca – zdobywa prawo gry w fazie grupowej Ligi Mistrzów. Trzeci zespół wywalcza możliwość uczestniczenia w ostatniej fazie eliminacji do Ligi Mistrzów. Ekipy z miejsc 4. i 5. kwalifikują się do fazy grupowej Ligi Europy. Drużyna z 6. miejsca również ma szansę udziału w tych rozgrywkach, jednak zależy to od wyników Pucharu Francji, którego zwycięzca również gwarantuje sobie prawo startu w Lidze Europy. Zajęcie 2 ostatnich miejsc wiąże się ze spadkiem do Ligue 2. Trzeci zespół od końca rozgrywa barażowy dwumecz z trzecią ekipą Ligue 2 o pozostanie w lidze. W sezonie 2022/23 w związku ze zmniejszeniem liczby drużyn w lidze, do Ligue 2 spadły cztery zespoły, awansowały dwa, a barażowego dwumeczu nie rozegrano.
W przypadku zdobycia takiej samej liczby punktów, o kolejności w tabeli decyduje bilans bramkowy.

## Uczestnicy w sezonie 2025/2026
| Uczestnicy z poprzedniej edycji | Uczestnicy z poprzedniej edycji | Uczestnicy z poprzedniej edycji | Uczestnicy z poprzedniej edycji |
| --- | ------------------------------- | ------------------------------- | ------------------------------- |
| PSG | Paris Saint-Germain             | Paryż                           | 1                               |
| OMA | Olympique Marsylia              | Marsylia                        | 2                               |
| ASM | AS Monaco                       | Monako                          | 3                               |
| NIC | OGC Nice                        | Nicea                           | 4                               |
| LIL | Lille OSC                       | Lille                           | 5                               |
| LYO | Olympique Lyon                  | Lyon                            | 6                               |
| RCS | RC Strasbourg                   | Strasburg                       | 7                               |
| RCL | RC Lens                         | Lens                            | 8                               |
| BRS | Brest                           | Brest                           | 9                               |
| TFC | Toulouse FC                     | Tuluza                          | 10                              |
| AUX | Auxerre                         | Auxerre                         | 11                              |
| REN | Stade Rennes                    | Rennes                          | 12                              |
| NAN | FC Nantes                       | Nant                            | 13                              |
| ANG | Angers SCO                      | Angers                          | 14                              |
| HAV | Le Havre AC                     | Hawr                            | 15                              |
| Spadek z Ligue 1 2024/25 |                                 |                                 |                                 |
| STE | AS Saint-Étienne                | Saint-Étienne                   | 17                              |
| MHS | Montpellier HSC                 | Montpellier                     | 18                              |
| po barażach |                                 |                                 |                                 |
| REI | Stade de Reims                  | Reims                           | 16                              |
| Awans z Ligue 2 2024/25 |                                 |                                 |                                 |
| LOR | Lorient                         | Lorient                         | 1                               |
| PAR | Paris FC                        | Paryż                           | 2                               |
| po barażach |                                 |                                 |                                 |
| MET | FC Metz                         | Metz                            | 3                               |
| Oznaczenia: - kolumna pierwsza – skróty nazw drużyn, - kolumna trzecia – siedziba klubu, - kolumna czwarta – miejsce zajęte w poprzednim sezonie. |                                 |                                 |                                 |

## Lista sezonów
| Sezon              | K | K | T  | Mistrz                 | Wicemistrz             | III miejsce            | Br. | Król strzelców                                                              | Uwagi                                      |
| Division Nationale |   |   |    |                        |                        |                        |     |                                                                             |                                            |
| 1932/33            |   |   | 1  | Olympique Lillois      | AS Cannes              | -                      | 15  | Robert Mercier (Club Français) Walter Kaiser (Stade Rennais)                | 2 grupy po 10 klubów                       |
| 1933/34            |   |   | 1  | FC Sète                | SC Fives               | Olympique Marsylia     | 28  | István Lukács (FC Sète)                                                     | 14 klubów                                  |
| 1934/35            |   |   | 1  | FC Sochaux-Montbéliard | RC Strasbourg          | RC Paryż               | 30  | André Abegglen (FC Sochaux-Montbéliard)                                     | 16 klubów                                  |
| 1935/36            |   |   | 1  | RC Paryż               | Olympique Lillois      | RC Strasbourg          | 34  | Roger Courtois (FC Sochaux-Montbéliard)                                     | 16 klubów                                  |
| 1936/37            |   |   | 1  | Olympique Marsylia     | FC Sochaux-Montbéliard | RC Paryż               | 30  | Oskar Rohr (RC Strasbourg)                                                  | 16 klubów                                  |
| 1937/38            |   |   | 2  | FC Sochaux-Montbéliard | Olympique Marsylia     | FC Sète                | 26  | Jean Nicolas (FC Rouen)                                                     | 16 klubów                                  |
| 1938/39            |   |   | 2  | FC Sète                | Olympique Marsylia     | RC Paryż               | 27  | Roger Courtois (FC Sochaux-Montbéliard) Désiré Koranyi (FC Sète)            | 16 klubów                                  |
| 1939–1945          |   |   |    |                        |                        |                        |     |                                                                             | Nie rozgrywano z powodu II wojny światowej |
| 1945/46            |   |   | 1  | Lille OSC              | AS Saint-Étienne       | CO Roubaix-Tourcoing   | 28  | René Bihel (Lille OSC)                                                      | 18 klubów                                  |
| 1946/47            |   |   | 1  | CO Roubaix-Tourcoing   | Stade de Reims         | RC Strasbourg          | 33  | Pierre Sinibaldi (Stade de Reims)                                           | 20 klubów                                  |
| 1947/48            |   |   | 2  | Olympique Marsylia     | Lille OSC              | Stade de Reims         | 31  | Jean Baratte (Lille OSC)                                                    | 18 klubów                                  |
| 1948/49            |   |   | 1  | Stade de Reims         | Lille OSC              | Olympique Marsylia     | 26  | Jean Baratte (Lille OSC) Josef Humpál (FC Sochaux-Montbéliard)              | 18 klubów                                  |
| 1949/50            |   |   | 1  | Girondins Bordeaux     | Lille OSC              | Stade de Reims         | 24  | Jean Grumellon (Stade de Reims)                                             | 18 klubów                                  |
| 1950/51            |   |   | 1  | OGC Nice               | Lille OSC              | Le Havre AC            | 28  | Roger Piantoni (FC Nancy)                                                   | 18 klubów                                  |
| 1951/52            |   |   | 2  | OGC Nice               | Girondins Bordeaux     | Lille OSC              | 28  | Gunnar Andersson (Olympique Marsylia)                                       | 18 klubów                                  |
| 1952/53            |   |   | 2  | Stade de Reims         | FC Sochaux-Montbéliard | Girondins Bordeaux     | 35  | Gunnar Andersson (Olympique Marsylia)                                       | 18 klubów                                  |
| 1953/54            |   |   | 2  | Lille OSC              | Stade de Reims         | Girondins Bordeaux     | 27  | Édouard Kargu (Girondins Bordeaux)                                          | 18 klubów                                  |
| 1954/55            |   |   | 3  | Stade de Reims         | Toulouse FC            | RC Lens                | 30  | René Bliard (Stade de Reims)                                                | 18 klubów                                  |
| 1955/56            |   |   | 3  | OGC Nice               | RC Lens                | AS Monaco              | 31  | Thadée Cisowski (RC Paryż)                                                  | 18 klubów                                  |
| 1956/57            |   |   | 1  | AS Saint-Étienne       | RC Lens                | Stade de Reims         | 33  | Thadée Cisowski (RC Paryż)                                                  | 18 klubów                                  |
| 1957/58            |   |   | 4  | Stade de Reims         | Nîmes Olympique        | Angers SCO             | 34  | Just Fontaine (Stade de Reims)                                              | 18 klubów                                  |
| 1958/59            |   |   | 4  | OGC Nice               | Nîmes Olympique        | RC Paryż               | 30  | Thadée Cisowski (RC Paryż)                                                  | 20 klubów                                  |
| 1959/60            |   |   | 5  | Stade de Reims         | Nîmes Olympique        | RC Paryż               | 28  | Just Fontaine (Stade de Reims)                                              | 20 klubów                                  |
| 1960/61            |   |   | 1  | AS Monaco              | RC Paryż               | Stade de Reims         | 28  | Roger Piantoni (Stade de Reims)                                             | 20 klubów                                  |
| 1961/62            |   |   | 6  | Stade de Reims         | RC Paryż               | Nîmes Olympique        | 25  | Touré Sékou (SO Montpellier)                                                | 20 klubów                                  |
| 1962/63            |   |   | 2  | AS Monaco              | Stade de Reims         | CS Sedan               | 35  | Serge Masnaghetti (US Valenciennes-Anzin)                                   | 20 klubów                                  |
| 1963/64            |   |   | 2  | AS Saint-Étienne       | AS Monaco              | RC Lens                | 30  | Ahmed Oudjani (RC Lens)                                                     | 18 klubów                                  |
| 1964/65            |   |   | 1  | FC Nantes              | Girondins Bordeaux     | US Valenciennes-Anzin  | 24  | Jacques Simon (FC Nantes)                                                   | 18 klubów                                  |
| 1965/66            |   |   | 2  | FC Nantes              | Girondins Bordeaux     | US Valenciennes-Anzin  | 36  | Philippe Gondet (FC Nantes)                                                 | 20 klubów                                  |
| 1966/67            |   |   | 3  | AS Saint-Étienne       | FC Nantes              | Angers SCO             | 31  | Patrick Revelli (AS Saint-Étienne)                                          | 20 klubów                                  |
| 1967/68            |   |   | 4  | AS Saint-Étienne       | OGC Nice               | FC Sochaux-Montbéliard | 26  | Étienne Sansonetti (AC Ajaccio)                                             | 20 klubów                                  |
| 1968/69            |   |   | 5  | AS Saint-Étienne       | Girondins Bordeaux     | FC Metz                | 25  | André Guy (Olympique Lyon)                                                  | 18 klubów                                  |
| 1969/70            |   |   | 6  | AS Saint-Étienne       | Olympique Marsylia     | CS Sedan               | 28  | Patrick Revelli (AS Saint-Étienne)                                          | 18 klubów                                  |
| 1970/71            |   |   | 3  | Olympique Marsylia     | AS Saint-Étienne       | FC Nantes              | 44  | Josip Skoblar (Olympique Marsylia)                                          | 20 klubów                                  |
| 1971/72            |   |   | 4  | Olympique Marsylia     | Nîmes Olympique        | FC Sochaux-Montbéliard | 30  | Josip Skoblar (Olympique Marsylia)                                          | 20 klubów                                  |
| Première Division  |   |   |    |                        |                        |                        |     |                                                                             |                                            |
| 1972/73            |   |   | 3  | FC Nantes              | OGC Nice               | Olympique Marsylia     | 26  | Josip Skoblar (Olympique Marsylia)                                          | 20 klubów                                  |
| 1973/74            |   |   | 7  | AS Saint-Étienne       | FC Nantes              | Olympique Lyon         | 30  | Carlos Bianchi (Stade de Reims)                                             | 20 klubów                                  |
| 1974/75            |   |   | 8  | AS Saint-Étienne       | Olympique Marsylia     | Olympique Lyon         | 30  | Delio Onnis (AS Monaco)                                                     | 20 klubów                                  |
| 1975/76            |   |   | 9  | AS Saint-Étienne       | OGC Nice               | FC Sochaux-Montbéliard | 34  | Carlos Bianchi (Stade de Reims)                                             | 20 klubów                                  |
| 1976/77            |   |   | 4  | FC Nantes              | RC Lens                | SC Bastia              | 28  | Carlos Bianchi (Stade de Reims)                                             | 20 klubów                                  |
| 1977/78            |   |   | 3  | AS Monaco              | FC Nantes              | RC Strasbourg          | 37  | Carlos Bianchi (Paris Saint-Germain)                                        | 20 klubów                                  |
| 1978/79            |   |   | 1  | RC Strasbourg          | FC Nantes              | AS Saint-Étienne       | 27  | Carlos Bianchi (Paris Saint-Germain)                                        | 20 klubów                                  |
| 1979/80            |   |   | 5  | FC Nantes              | FC Sochaux-Montbéliard | AS Saint-Étienne       | 21  | Erwin Kostedde (Stade Laval)                                                | 20 klubów                                  |
| 1980/81            |   |   | 10 | AS Saint-Étienne       | FC Nantes              | Girondins Bordeaux     | 24  | Delio Onnis (Tours FC)                                                      | 20 klubów                                  |
| 1981/82            |   |   | 4  | AS Monaco              | AS Saint-Étienne       | FC Sochaux-Montbéliard | 29  | Delio Onnis (Tours FC)                                                      | 20 klubów                                  |
| 1982/83            |   |   | 6  | FC Nantes              | Girondins Bordeaux     | Paris Saint-Germain    | 27  | Vahid Halilhodžić (FC Nantes)                                               | 20 klubów                                  |
| 1983/84            |   |   | 2  | Girondins Bordeaux     | AS Monaco              | AJ Auxerre             | 21  | Patrice Garande (AJ Auxerre) Delio Onnis (Sporting Toulon)                  | 20 klubów                                  |
| 1984/85            |   |   | 3  | Girondins Bordeaux     | FC Nantes              | AS Monaco              | 28  | Vahid Halilhodžić (FC Nantes)                                               | 20 klubów                                  |
| 1985/86            |   |   | 1  | Paris Saint-Germain    | FC Nantes              | Girondins Bordeaux     | 23  | Jules Bocandé (FC Metz)                                                     | 20 klubów                                  |
| 1986/87            |   |   | 4  | Girondins Bordeaux     | Olympique Marsylia     | Toulouse FC            | 18  | Bernard Zénier (FC Metz)                                                    | 20 klubów                                  |
| 1987/88            |   |   | 5  | AS Monaco              | Girondins Bordeaux     | Montpellier HSC        | 19  | Jean-Pierre Papin (Olympique Marsylia)                                      | 20 klubów                                  |
| 1988/89            |   |   | 5  | Olympique Marsylia     | Paris Saint-Germain    | AS Monaco              | 22  | Jean-Pierre Papin (Olympique Marsylia)                                      | 20 klubów                                  |
| 1989/90            |   |   | 6  | Olympique Marsylia     | Girondins Bordeaux     | AS Monaco              | 30  | Jean-Pierre Papin (Olympique Marsylia)                                      | 20 klubów                                  |
| 1990/91            |   |   | 7  | Olympique Marsylia     | AS Monaco              | AJ Auxerre             | 23  | Jean-Pierre Papin (Olympique Marsylia)                                      | 20 klubów                                  |
| 1991/92            |   |   | 8  | Olympique Marsylia     | AS Monaco              | Paris Saint-Germain    | 27  | Jean-Pierre Papin (Olympique Marsylia)                                      | 20 klubów                                  |
| 1992/93            |   |   | -  | Olympique Marsylia     | Paris Saint-Germain    | AS Monaco              | 23  | Alen Bokšić (Olympique Marsylia)                                            | 20 klubów                                  |
| 1993/94            |   |   | 2  | Paris Saint-Germain    | Olympique Marsylia     | AJ Auxerre             | 20  | Roger Boli (RC Lens) Youri Djorkaeff (AS Monaco) Nicolas Ouédec (FC Nantes) | 20 klubów                                  |
| 1994/95            |   |   | 7  | FC Nantes              | Olympique Lyon         | Paris Saint-Germain    | 22  | Patrice Loko (FC Nantes)                                                    | 20 klubów                                  |
| 1995/96            |   |   | 1  | AJ Auxerre             | Paris Saint-Germain    | AS Monaco              | 21  | Sonny Anderson (AS Monaco)                                                  | 20 klubów                                  |
| 1996/97            |   |   | 6  | AS Monaco              | Paris Saint-Germain    | FC Nantes              | 22  | Stéphane Guivarc’h (Stade Rennais)                                          | 20 klubów                                  |
| 1997/98            |   |   | 1  | RC Lens                | FC Metz                | AS Monaco              | 21  | Stéphane Guivarc’h (AJ Auxerre)                                             | 18 klubów                                  |
| 1998/99            |   |   | 5  | Girondins Bordeaux     | Olympique Marsylia     | Olympique Lyon         | 22  | Sylvain Wiltord (Girondins Bordeaux)                                        | 18 klubów                                  |
| 1999/00            |   |   | 7  | AS Monaco              | Paris Saint-Germain    | Olympique Lyon         | 23  | Sonny Anderson (Olympique Lyon)                                             | 18 klubów                                  |
| 2000/01            |   |   | 8  | FC Nantes              | Olympique Lyon         | Lille OSC              | 22  | Sonny Anderson (Olympique Lyon)                                             | 18 klubów                                  |
| 2001/02            |   |   | 1  | Olympique Lyon         | RC Lens                | AJ Auxerre             | 22  | Djibril Cissé (AJ Auxerre) Pauleta (Girondins Bordeaux)                     | 18 klubów                                  |
| Ligue 1            |   |   |    |                        |                        |                        |     |                                                                             |                                            |
| 2002/03            |   |   | 2  | Olympique Lyon         | AS Monaco              | Olympique Marsylia     | 26  | Shabani Nonda (AS Monaco)                                                   | 20 klubów                                  |
| 2003/04            |   |   | 3  | Olympique Lyon         | Paris Saint-Germain    | AS Monaco              | 26  | Djibril Cissé (AJ Auxerre)                                                  | 20 klubów                                  |
| 2004/05            |   |   | 4  | Olympique Lyon         | Lille OSC              | AS Monaco              | 26  | Alexander Frei (Stade Rennais)                                              | 20 klubów                                  |
| 2005/06            |   |   | 5  | Olympique Lyon         | Girondins Bordeaux     | Lille OSC              | 21  | Pauleta (Paris Saint-Germain)                                               | 20 klubów                                  |
| 2006/07            |   |   | 6  | Olympique Lyon         | Olympique Marsylia     | Toulouse FC            | 15  | Pauleta (Paris Saint-Germain)                                               | 20 klubów                                  |
| 2007/08            |   |   | 7  | Olympique Lyon         | Girondins Bordeaux     | Olympique Marsylia     | 15  | Karim Benzema (Olympique Lyon)                                              | 20 klubów                                  |
| 2008/09            |   |   | 6  | Girondins Bordeaux     | Olympique Marsylia     | Olympique Lyon         | 14  | André-Pierre Gignac (Toulouse FC)                                           | 20 klubów                                  |
| 2009/10            |   |   | 9  | Olympique Marsylia     | Olympique Lyon         | AJ Auxerre             | 18  | Mamadou Niang (Olympique Marsylia)                                          | 20 klubów                                  |
| 2010/11            |   |   | 3  | Lille OSC              | Olympique Marsylia     | Olympique Lyon         | 25  | Moussa Sow (Lille OSC)                                                      | 20 klubów                                  |
| 2011/12            |   |   | 1  | Montpellier HSC        | Paris Saint-Germain    | Lille OSC              | 21  | Olivier Giroud (Montpellier HSC) Nenê (Paris Saint-Germain)                 | 20 klubów                                  |
| 2012/13            |   |   | 3  | Paris Saint-Germain    | Olympique Marsylia     | Olympique Lyon         | 30  | Zlatan Ibrahimović (Paris Saint-Germain)                                    | 20 klubów                                  |
| 2013/14            |   |   | 4  | Paris Saint-Germain    | AS Monaco              | Lille OSC              | 26  | Zlatan Ibrahimović (Paris Saint-Germain)                                    | 20 klubów                                  |
| 2014/15            |   |   | 5  | Paris Saint-Germain    | Olympique Lyon         | AS Monaco              | 27  | Alexandre Lacazette (Olympique Lyon)                                        | 20 klubów                                  |
| 2015/16            |   |   | 6  | Paris Saint-Germain    | Olympique Lyon         | AS Monaco              | 38  | Zlatan Ibrahimović (Paris Saint-Germain)                                    | 20 klubów                                  |
| 2016/17            |   |   | 8  | AS Monaco              | Paris Saint-Germain    | OGC Nice               | 35  | Edinson Cavani (Paris Saint-Germain)                                        | 20 klubów                                  |
| 2017/18            |   |   | 7  | Paris Saint-Germain    | AS Monaco              | Olympique Lyon         | 28  | Edinson Cavani (Paris Saint-Germain)                                        | 20 klubów                                  |
| 2018/19            |   |   | 8  | Paris Saint-Germain    | Lille OSC              | Olympique Lyon         | 33  | Kylian Mbappé (Paris Saint-Germain)                                         | 20 klubów                                  |
| 2019/20            |   |   | 9  | Paris Saint-Germain    | Olympique Marsylia     | Stade Rennes           | 18  | Kylian Mbappé (Paris Saint-Germain) Wissam Ben Yedder (AS Monaco)           | 20 klubów                                  |
| 2020/21            |   |   | 4  | Lille OSC              | Paris Saint-Germain    | AS Monaco              | 27  | Kylian Mbappé (Paris Saint-Germain)                                         | 20 klubów                                  |
| 2021/22            |   |   | 10 | Paris Saint-Germain    | Olympique Marsylia     | AS Monaco              | 28  | Kylian Mbappé (Paris Saint-Germain)                                         | 20 klubów                                  |
| 2022/23            |   |   | 11 | Paris Saint-Germain    | RC Lens                | Olympique Marsylia     | 29  | Kylian Mbappé (Paris Saint-Germain)                                         | 20 klubów                                  |
| 2023/24            |   |   | 12 | Paris Saint-Germain    | AS Monaco              | Stade Brestois 29      | 27  | Kylian Mbappé (Paris Saint-Germain)                                         | 18 klubów                                  |
| 2024/25            |   |   | 13 | Paris Saint-Germain    | Olympique Marsylia     | AS Monaco              | 21  | Ousmane Dembélé (Paris Saint-Germain) Mason Greenwood (Olympique Marsylia)  | 18 klubów                                  |

## Uczestnicy
W dotychczasowych 87 edycjach ligowych mistrzostw Francji (od sezonu 1932/33 do sezonu 2024/25 włącznie) wzięło udział 77 drużyn klubowych, jednak żadna z nich nie uczestniczyła we wszystkich edycjach. Najwięcej sezonów pierwszoligowych ma na swym koncie Olympique Marsylia, który jednocześnie rozegrał najwięcej meczów w D1/L1 i zdobył najwięcej punktów, mając najwięcej wygranych spotkań i zdobytych bramek.
Pogrubiono zespoły biorące udział w Ligue 1 sezonu 2024/25.
- 75 razy: Olympique Marsylia
- 70 razy: AS Saint-Étienne
- 69 razy: Girondins Bordeaux
- 68 razy: Stade Rennais
- 66 razy: Olympique Lyon, AS Monaco, OGC Nicea, FC Sochaux-Montbéliard
- 65 razy: Lille OSC
- 64 razy: RC Strasbourg, FC Metz
- 63 razy: RC Lens
- 57 razy: FC Nantes
- 52 razy: Paris Saint-Germain
- 43 razy: Montpellier HSC
- 40 razy: Stade de Reims
- 36 razy: Nîmes Olympique
- 35 razy: Toulouse FC
- 34 razy: AJ Auxerre, SC Bastia
- 33 razy: Valenciennes FC
- 32 razy: Angers SCO
- 30 razy: RC Paris, AS Nancy-Lorraine
- 26 razy: Le Havre AC
- 23 razy: CS Sedan Ardennes
- 22 razy: AS Cannes
- 19 razy: Stade Brestois 29, FC Rouen, Toulouse FC (1937)
- 18 razy: SM Caen
- 17 razy: FC Lorient
- 16 razy: Red Star FC, FC Sète
- 15 razy: Stade Français, FC Nancy
- 14 razy: AC Ajaccio
- 13 razy: EA Guingamp, Stade Lavallois
- 12 razy: Sporting Toulon Var
- 11 razy: ESTAC Troyes
- 10 razy: CO Roubaix-Tourcoing
- 8 razy: Troyes AF
- 7 razy: FC Antibes, Excelsior AC Roubaix, SC Fives, Olympique Lillois
- 6 razy: Le Mans FC, FC Mulhouse, Olympique Alès, Dijon FCO
- 4 razy: Évian Thonon Gaillard, Grenoble Foot 38, Tours FC
- 3 razy: Clermont Foot 63, AS Angoulême, Amiens SC, Limoges FC, FC Martigues, SC Nîmois, Paris FC, RC Roubaix
- 2 razy: CA Paris
- 1 raz: AC Arles-Avignon, AC Avignon, AS Béziers, US Boulogne, Chamois Niortais FC, LB Châteauroux, SR Colmar, Club Français, Gazélec Ajaccio, FC Gueugnon, Hyères FC, FC Istres, Pays d’Aix FC

## Tabela medalowa
W dotychczasowych 86 zakończonych edycjach ligowych mistrzostw Francji (od sezonu 1932/33 do sezonu 2024/25 włącznie) na podium stawało 31 drużyn klubowych, a liderami tej klasyfikacji są AS Monaco i Olympique Marsylia (29-krotni medaliści). Natomiast tytuł ligowego mistrza Francji został do tej pory zdobyty przez 19 zespołów, a najczęściej wywalczał go Paris Saint-Germain (13 razy). Stan po zakończeniu sezonu 2024/25.
| Lp. | Klub                   | Miejsca na podium | Miejsca na podium   | Miejsca na podium | Zwycięskie sezony                                                                        |   |   | |
| --- | ---------------------- | ----------------- | ------------------- | ----------------- | ---------------------------------------------------------------------------------------- | - | - | --- |
| Lp. | Klub                   | 1.                | Paris Saint-Germain | 13                | Zwycięskie sezony                                                                        | 9 | 3 | 1985/86, 1993/94, 2012/13, 2013/14, 2014/15, 2015/16, 2017/18, 2018/19, 2019/20, 2021/22, 2022/23, 2023/24, 2024/25 |
| 2.  | AS Saint-Étienne       | 10                | 3                   | 2                 | 1956/57, 1963/64, 1966/67, 1967/68, 1968/69, 1969/70, 1973/74, 1974/75, 1975/76, 1980/81 |   |   | |
| 3.  | Olympique Marsylia     | 9                 | 14                  | 6                 | 1936/37, 1947/48, 1970/71, 1971/72, 1988/89, 1989/90, 1990/91, 1991/92, 2009/10          |   |   | |
| 4.  | AS Monaco              | 8                 | 8                   | 14                | 1960/61, 1962/63, 1977/78, 1981/82, 1987/88, 1996/97, 1999/00, 2016/17                   |   |   | |
| 5.  | FC Nantes              | 8                 | 7                   | 2                 | 1964/65, 1965/66, 1972/73, 1976/77, 1979/80, 1982/83, 1994/95, 2000/01                   |   |   | |
| 6.  | Olympique Lyon         | 7                 | 5                   | 9                 | 2001/02, 2002/03, 2003/04, 2004/05, 2005/06, 2006/07, 2007/08                            |   |   | |
| 7.  | Girondins Bordeaux     | 6                 | 9                   | 4                 | 1949/50, 1983/84, 1984/85, 1986/87, 1998/99, 2008/09                                     |   |   | |
| 8.  | Stade Reims            | 6                 | 3                   | 4                 | 1948/49, 1952/53, 1954/55, 1957/58, 1959/60, 1961/62                                     |   |   | |
| 9.  | Lille OSC              | 4                 | 6                   | 5                 | 1945/46, 1953/54, 2010/11, 2020/21                                                       |   |   | |
| 10. | OGC Nicea              | 4                 | 3                   | 1                 | 1950/51, 1951/52, 1955/56, 1958/59                                                       |   |   | |
| 11. | FC Sochaux-Montbéliard | 2                 | 3                   | 4                 | 1934/35, 1937/38                                                                         |   |   | |
| 12. | FC Sète                | 2                 | 0                   | 1                 | 1933/34, 1938/39                                                                         |   |   | |
| 13. | RC Lens                | 1                 | 5                   | 2                 | 1997/98                                                                                  |   |   | |
| 14. | RC Paryż               | 1                 | 2                   | 5                 | 1935/36                                                                                  |   |   | |
| 15. | RC Strasbourg          | 1                 | 1                   | 3                 | 1978/79                                                                                  |   |   | |
| 16. | Olympique Lillois      | 1                 | 1                   | 0                 | 1932/33                                                                                  |   |   | |
| 17. | AJ Auxerre             | 1                 | 0                   | 5                 | 1995/96                                                                                  |   |   | |
| 18. | CO Roubaix-Tourcoing   | 1                 | 0                   | 1                 | 1946/47                                                                                  |   |   | |
| 18. | Montpellier HSC        | 1                 | 0                   | 1                 | 2011/12                                                                                  |   |   | |
| 20. | Nîmes Olympique        | 0                 | 4                   | 1                 |                                                                                          |   |   | |
| 21. | Toulouse FC            | 0                 | 1                   | 2                 |                                                                                          |   |   | |
| 22. | FC Metz                | 0                 | 1                   | 1                 |                                                                                          |   |   | |
| 23. | AS Cannes              | 0                 | 1                   | 0                 |                                                                                          |   |   | |
| 23. | SC Fives               | 0                 | 1                   | 0                 |                                                                                          |   |   | |
| 25. | Angers SCO             | 0                 | 0                   | 2                 |                                                                                          |   |   | |
| 25. | CS Sedan               | 0                 | 0                   | 2                 |                                                                                          |   |   | |
| 25. | US Valenciennes-Anzin  | 0                 | 0                   | 2                 |                                                                                          |   |   | |
| 28. | Le Havre AC            | 0                 | 0                   | 1                 |                                                                                          |   |   | |
| 28. | SC Bastia              | 0                 | 0                   | 1                 |                                                                                          |   |   | |
| 28. | Stade Rennes           | 0                 | 0                   | 1                 |                                                                                          |   |   | |
| 28. | Stade Brestois 29      | 0                 | 0                   | 1                 |                                                                                          |   |   | |

## Klasyfikacja według miast
Siedziby klubów. Stan po sezonie 2024/25.
| Miasto        | Liczba tytułów | Kluby                                  |
| ------------- | -------------- | -------------------------------------- |
| Paryż         | 14             | Paris Saint-Germain (13), RC Paryż (1) |
| Saint-Étienne | 10             | AS Saint-Étienne (10)                  |
| Marsylia      | 9              | Olympique Marsylia (9)                 |
| Monako        | 8              | AS Monaco (8)                          |
| Nantes        | 8              | FC Nantes (8)                          |
| Lyon          | 7              | Olympique Lyon (7)                     |
| Bordeaux      | 6              | Girondins Bordeaux (6)                 |
| Reims         | 6              | Stade Reims (6)                        |
| Lille         | 5              | Lille OSC (4), Olympique Lillois (1)   |
| Nicea         | 4              | OGC Nicea (4)                          |
| Montbéliard   | 2              | FC Sochaux-Montbéliard (2)             |
| Sète          | 2              | FC Sète (2)                            |
| Auxerre       | 1              | AJ Auxerre (1)                         |
| Lens          | 1              | RC Lens (1)                            |
| Montpellier   | 1              | Montpellier HSC (1)                    |
| Roubaix       | 1              | CO Roubaix-Tourcoing (1)               |
| Strasburg     | 1              | RC Strasbourg (1)                      |

## Osiągnięcia francuskich klubów w europejskich pucharach
| Sezon     | Klub                           | Rozgrywki |
| --------- | ------------------------------ | --------- |
| 1992/1993 | Olympique Marsylia (1. tytuł)  |           |
| 1995      | RC Strasbourg (1. tytuł)       |           |
| 1995      | Girondins Bordeaux (1. tytuł)  |           |
| 1995/1996 | Paris Saint-Germain (1. tytuł) |           |
| 1996      | EA Guingamp (1. tytuł)         |           |
| 1997      | SC Bastia (1. tytuł)           |           |
| 1997      | Olympique Lyon (1. tytuł)      |           |
| 1997      | AJ Auxerre (1. tytuł)          |           |
| 1999      | Montpellier HSC (1. tytuł)     |           |
| 2001      | Paris Saint-Germain (1. tytuł) |           |
| 2001      | Troyes AC (1. tytuł)           |           |
| 2004      | Lille OSC (1. tytuł)           |           |
| 2005      | RC Lens (1. tytuł)             |           |
| 2005      | Olympique Marsylia (1. tytuł)  |           |
| 2024/2025 | Paris Saint-Germain (1. tytuł) |           |

Dotychczas 5 francuskich klubów wystąpiło w finałach Ligi Mistrzów UEFA. Spośród nich dwa zespoły, czyli Olympique Marsylia (1993) oraz Paris Saint-Germain (2025) sięgnęły po najcenniejsze trofeum w europejskim futbolu klubowym, zdobywając Puchar Ligi Mistrzów po jednym razie. 
Poniżej przedstawiono zestawienie wszystkich finałów Ligi Mistrzów z udziałem francuskich klubów.
| Sezon     | Zwycięzca             | Pokonany            | Wynik                                       | Stadion                          |
| --------- | --------------------- | ------------------- | ------------------------------------------- | -------------------------------- |
| 1955/1956 | Real Madryt           | Stade de Reims      | 4:3 (2:2)                                   | Parc des Princes w Paryżu        |
| 1958/1959 | Real Madryt           | Stade de Reims      | 2:0 (1:0)                                   | Neckarstadion w Stuttgarcie      |
| 1975/1976 | Bayern Monachium      | AS Saint-Étienne    | 1:0 (0:0)                                   | Hampden Park w Glasgow           |
| 1990/1991 | Crvena zvezda Belgrad | Olympique Marsylia  | 0:0 (0:0, 0:0, 0:0), po dogrywce, karne 5:3 | Stadio San Nicola w Bari         |
| 1992/1993 | Olympique Marsylia    | A.C. Milan          | 1:0 (1:0)                                   | Stadion Olimpijski w Monachium   |
| 2003/2004 | FC Porto              | AS Monaco           | 3:0 (1:0)                                   | Arena AufSchalke w Gelsenkirchen |
| 2019/2020 | Bayern Monachium      | Paris Saint-Germain | 1:0 (0:0)                                   | Estádio da Luz w Lizbonie        |
| 2024/2025 | Paris Saint-Germain   | Inter Mediolan      | 5:0 (2:0)                                   | Allianz Arena w Monachium        |

## Prawa telewizyjne w Polsce
Prawa telewizyjne do meczów Ligue 1 w sezonie 2024/25 posiada Eleven Sports. Spotkania Ligue 1 można również oglądać na stronach internetowych bukmacherów Fortuna i STS.
| Lata                | Stacja telewizyjna | Źródło       |
| ------------------- | ------------------ | ------------ |
| 1997–2015 2020–2024 | Canal+             | [ 7 ] [ 8 ]  |
| 2008–2012           | Orange Sport       | [ 9 ]        |
| 2015–2018 2020–     | Eleven Sports      | [ 10 ] [ 8 ] |